# 뢰치베르크
뢰치베르크(독일어: Lötschberg)는 스위스의 알파인 산악 대산괴이며 일반적으로 핵심에 뢰첸 고개(독일어: Lötschenpass, 알레만어: Lötschepass)가 있는 스위스 알프스의 주요 역사적으로 중요한 운송축과 연결되어 있다. 해발 거의 2,700m에서 정점에 이르는 산길은 베른주와 발레주 사이의 경계에 걸쳐 있는 주요 산마루가 있는 동부 베른 알프스의 일부이다. 뢰치베르크와 관련된 계곡은 베른고원의 칸더 계곡이다. 칸더슈테크가 그것의 머리 부분에 있고, 상부 발레, 뢰첸탈의 한적한 측면 계곡, 계곡의 입구와 통로의 바닥에 페르덴이 있다.

## 개요
뢰치베르크는 알프스를 관통하는 주요 남북축 중 하나이지만, 주요 수역을 구성하는 더 남쪽인 페나인 알프스인 알프스의 주요 산맥에 없다. 알프스를 관통하는 주요 남북축으로서 뢰치베르크는 이탈리아의 브리크와 도모도솔라 사이의 심플론에 의해 완성된다. 뢰치베르크만으로도 스위스 고원에서 발레 상류까지의 중요한 지름길을 구성하며, 베른 알프스의 서쪽 끝 주변에 있는 론 계곡(Montey) 하류를 경유하는 긴 우회 경로가 포함된다.
뢰치베르크는 두 개의 철도 노선과 터널로 교차한다. 첫 번째 노선인 뢰치베르크 철도 노선은 1913년에 개통되었다. 이 노선의 중심에는 14.6km 길이의 뢰치베르크(정점) 터널이 있으며 칸더슈테크(BE) 및 고펜슈타인(VS)에 포털이 있다. 그것은 1,240m의 높이에서 절정을 이루며, 주요 스위스 네트워크에서 가장 높은 철도이다. 두 번째 노선은 2007년부터 프루티겐(BE) 및 라론(VS)에 포털이 있는 34.6km 길이의 뢰치베르크 베이스 터널을 사용한다. 새 철도의 최대 높이는 828m이다. 두 철도는 모두 심플론 터널을 통해 로잔에서 도모도솔라(그리고 밀라노까지)까지 이어지는 심플론 철도와 연결된다.
스위스의 또 다른 주요 남북축인 고타드와 달리 뢰치베르크는 도로나 도로 터널로 건널 수 없다. 그러나 칸더슈테크역과 고펜슈타인역 사이에는 자동차 셔틀 열차가 운행된다.
뢰첸 고개 자체는 서쪽의 바름호른과 동쪽의 융프라우 서쪽 고지대 사이의 산마루에서 가장 낮은 지점(2,676m)으로 라인강(북쪽)과 론강 (남쪽) 사이의 물 분할을 구성한다. 고개의 북쪽에는 뢰첸 빙하라는 2km 길이의 빙하가 있다. 비록 빙하 고개지만, 등산 장비 없이 등산객들이 뢰첸 고개를 건널 수 있으며, 산장인 뢰첸 고개 산장이 고개 꼭대기에 있다. 이 고개는 칸데르스테그에서 가스테르탈의 외딴 계곡을 거쳐 페르덴까지 이어지는 2,690m의 오솔길로 가로지른다. 칸더슈테크역에서 고펜슈타인역까지 완전히 횡단하는 데는 약 10시간이 소요된다. 남쪽에서 접근 방식은 라우헤른알프에서 시작하여 몇 시간 단축될 수 있으며, 키펠에서 케이블카로 접근할 수 있다.

## 교통편
| 노선                     | 유형      | 주요 터널              | 시기             | 최고점  | 비고                                                                                      |
| ------------------------ | --------- | ---------------------- | ---------------- | ------- | ----------------------------------------------------------------------------------------- |
| 뢰첸 고개                | 경로      | -                      | 신석기 시대 후기 | 2,690 m | 빙하 고개                                                                                 |
| 뢰치베르크 철도 (정상선) | 철도      | 뢰치베르크 터널        | 1913             | 1,240 m | 1954년 이후 스위스에서 가장 높은 재래식 철도, 차량 셔틀 열차 운행                         |
| 뢰치베르크 철도 (기저선) | 고속 철도 | 뢰치베르크 베이스 터널 | 2007             | 828 m   | 2016년까지 세계에서 가장 긴 육상 철도 터널인 베른 알프스 산맥을 통과하는 최초의 고속 철도 |

## 같이 보기
- 뢰첸탈
- 뢰치베르크 터널
- 뢰치베르크 베이스 터널